# Raffaele Minicucci
Raffaele Minicucci (Torre del Greco, 8 novembre 1936 – Sicilia, 13 agosto 2001) è stato un dirigente d'azienda italiano.

## Biografia
Minicucci è stato dirigente di importanti società italiane, dalla Sip alla STET a Telespazio (di cui fu amministratore delegato dal 1984 e mediante la quale garantì a Fininvest l'utilizzo del satellite). Dal 1984 al 1994 fu membro del comitato esecutivo del Banco di Napoli
.
Da direttore generale della Rai (durante il primo governo Berlusconi) si scontrò con il Presidente Letizia Moratti, lasciò l'incarico dopo un anno (rimase in carica tra l'inizio del 1995 e i primi del 1996 ).
Alla Rai impedì la nomina di Michele Santoro alla direzione del Tg3, bloccò l'acquisto dei film di Vittorio Cecchi Gori e si oppose al ritorno di Gianfranco Funari.
Repubblicano, fu amico di Giovanni Spadolini (ma anche vicino a Pietro Armani).
Legato agli ambienti culturali della sua città, nel 1995 ricevette il Premio “Napoletani illustri”.
Fu amico di Francesco Compagna, di cui condivise l'esperienza della rivista Nord e Sud, Minicucci è stato anche promotore di una serie di iniziative culturali e presidente dell'associazione musicale e culturale "Alessandro Scarlatti").
Minicucci fu docente universitario di economia delle imprese di pubblici servizi, insegnò all'Università dell'Aquila e alla scuola di giornalismo della Luiss).

### Vita privata
Minicucci sposò Anna Accardo, sorella del violinista Salvatore Accardo.